# Синтаксин-1A
STX1A (англ. Syntaxin 1A) – білок, який кодується однойменним геном, розташованим у людей на короткому плечі 7-ї хромосоми. Довжина поліпептидного ланцюга білка становить 288 амінокислот, а молекулярна маса — 33 023.
| 10         |  | 20         |  | 30         |  | 40         |  | 50         |
| ---------- |  | ---------- |  | ---------- |  | ---------- |  | ---------- |
| MKDRTQELRT |  | AKDSDDDDDV |  | AVTVDRDRFM |  | DEFFEQVEEI |  | RGFIDKIAEN |
| VEEVKRKHSA |  | ILASPNPDEK |  | TKEELEELMS |  | DIKKTANKVR |  | SKLKSIEQSI |
| EQEEGLNRSS |  | ADLRIRKTQH |  | STLSRKFVEV |  | MSEYNATQSD |  | YRERCKGRIQ |
| RQLEITGRTT |  | TSEELEDMLE |  | SGNPAIFASG |  | IIMDSSISKQ |  | ALSEIETRHS |
| EIIKLENSIR |  | ELHDMFMDMA |  | MLVESQGEMI |  | DRIEYNVEHA |  | VDYVERAVSD |
| TKKAVKYQSK |  | ARRKKIMIII |  | CCVILGIVIA |  | STVGGIFA   |  |            |

A: Аланін

C: Цистеїн

D: Аспарагінова кислота

E: Глутамінова кислота

F: Фенілаланін

G: Гліцин

H: Гістидин

I: Ізолейцин

K: Лізин

L: Лейцин

M: Метіонін

N: Аспарагін

P: Пролін

Q: Глутамін

R: Аргінін

S: Серин

T: Треонін

V: Валін

Кодований геном білок за функцією належить до фосфопротеїнів. 
Задіяний у таких біологічних процесах, як транспорт, екзоцитоз, альтернативний сплайсинг. 
Локалізований у клітинній мембрані, мембрані, клітинних контактах, цитоплазматичних везикулах, синапсах, синаптосомах.
Також секретований назовні.